# Discestra asturica
Discestra asturica är en fjärilsart som beskrevs av Ramon Agenjo Cecilia 1941. Discestra asturica ingår i släktet Discestra och familjen nattflyn. Inga underarter finns listade i Catalogue of Life.